# Безлай, Франце
Франце Безлай (19 сентября 1910, Лития — 27 апреля 1993 года, Любляна) — словенский лингвист, академик.

## Биография
Безлай учился на Философском факультете Люблянского университета и на Философском факультете Карлова университета в Праге. В 1939 году защитил докторскую диссертацию по экспериментальной фонетике на тему «Очерк словенского литературного произношения» (Oris slovenskega knjižnega izgovora). До 1950 года работал профессором в гимназии в Бежиграде, а также преподавателем чешского языка на Философском факультете Люблянского университета, в Институте словенского языка Словенской академии наук и искусств, а с 1958 по 1980 год работал профессором сравнительного славянского языкознания на Философском факультете Люблянского университета. В 1957 году получил премию имени Франце Прешерна, а в 1969 получил золотую звезду за заслуги перед народом.
В 1964 стал ординарным членом Словенской академии наук и искусств, с 1973 года — член Академии наук и искусств Боснии и Герцеговины, с 1983 года — член загребской Югославской академии наук и искусств, с 1992 года также Польской академии знаний. В 1981 году получил звание заслуженного профессора Люблянского университета, а с 1991 года — почётного доктора того же университета.
Безлай был лингвистическим редактором журнала «Slavistična revija», главным и ответственным редактором журнала «Jezik in slovstvo», а также основателем и редактором междисциплинарного издания «Onomastica Jugoslavica» (1969—1991). После смерти Ф. Рамовша в 1952 году продолжил начатый Рамовшем труд над «Этимологическим словарём словенского языка». Библиография трудов Безлая включает в себя 260 пунктов, в том числе семь монографий и несколько учебных пособий.

## Основные работы
- Oris slovenskega knjižnega izgovora (1939)
- Slovenska vodna imena I—II (1956—1961)
- Eseji o slovenskem jeziku (1967)
- Etimološki slovar slovenskega jezika I—V (третий и четвёртый тома заканчивали ученики Безлая М. Сной и М. Фурлан, а над пятым томом (указателем) работали М. Сной и С. Клеменчич)